# Глебовка (Владимирская область)
Глебовка — деревня в Муромском районе Владимирской области России, входит в состав Борисоглебского сельского поселения. 

## География
Деревня расположена в 6 км на север от центра поселения села Борисоглеб и в 20 км на север от Мурома, близ автодороги 17К-2 Муром – М-7 «Волга».

## История
В конце XIX — начале XX века через деревню проходил просёлочный тракт из Гороховца в Муром, деревня входила в состав Чаадаевской волости Муромского уезда. В 1859 году в деревне числилось 13 дворов, в 1905 году — 51 дворов, в 1926 году — 80 дворов.
С 1929 года деревня являлась центром Глебовского сельсовета Муромского района, с 1940 года — в составе Борисово-Глебского сельсовета, с 2005 года — в составе Борисоглебского сельского поселения. 

## Население
| 1859 | 1905 | 1926 | 2002 | 2010 | 2021 |
| ---- | ---- | ---- | ---- | ---- | ---- |
| 123  | ↗273 | ↗420 | ↘17  | ↗28  | ↘12  |